# Rousserolle obscure
Acrocephalus familiaris
Espèce
Statut de conservation UICN

 EN B1ab(iii)+2ab(iii) : En danger
Le Rousserolle obscure (Acrocephalus familiaris) est une espèce de passereaux endémique dans l'archipel d'Hawaï.
L'espèce se composait de deux sous-espèces. A. f. familiaris s'est éteint entre 1916 et 1923 et A. f. kingui est considérée comme en danger critique d'extinction par l'UICN.

## Répartition et habitat
Cette espèce est présente uniquement sur l'île de Nihoa. Elle était également présente sur l'île de Laysan mais cette population s'est éteinte entre 1916 et 1923. A Nihoa, elle vit dans les buissons de Sida fallax et Solanum nelsonii. A Laysan, elle vivait plutôt dans les Scaevola taccada et Eragrostis variabilis.

## Sous-espèces
D'après Alan P. Peterson, il existe deux sous-espèces :
- Acrocephalus familiaris familiaris †,  peuplait Laysan ;
- Acrocephalus familiaris kingi de Nihoa.